# 遠い旅路
『遠い旅路』（とおいたびじ）は、松任谷由実の通算9枚目のシングル。東芝EMIより1977年11月5日に発売。規格品番：ETP-10327。
1989年6月28日にCDシングルとして再発された。

## 解説
- 「遠い旅路」は山本周五郎の小説『柳橋物語』を脚色したTBS系時代劇ドラマ『おせん』の主題歌として依頼された曲。しかし間際になって歌物は使わないということになり、使用されなかった[2]。
- 「ナビゲイター」は三菱電機「ダイヤトーンステレオ」CMソングに使用され、CMにはユーミンが出演。撮影は北海道で行われた。その後、2001年に発売されたベスト・アルバム『sweet,bitter sweet〜YUMING BALLAD BEST』に収録された。
- 「遠い旅路」は現在までオリジナルアルバム未収録。故にCDシングルが中古市場で価格が高騰傾向にある。
- 2018年9月24日より各大手配信サイトにて楽曲の配信が開始された為、両曲共に聴く事は可能である。
- オリコンチャートの登場週数は15週、チャート最高順位は週間38位、累計5.0万枚のセールスを記録した[1]。

## 収録曲
- Side A　遠い旅路 -A Distant Journey-[3]
- Side B　ナビゲイター -Navigator-

作詞・作曲：松任谷由実／編曲：松任谷正隆

## カバー
- ナビゲイター
  - Skoop On Somebody - 2011年、シングル『遠くても 遠くても』のカップリングに収録